# Matthäus Ensinger
Matthäus Ensinger, ou Matthieu d’Ensingen dans sa forme francisée, est un maître d’œuvre rhénan né vers 1395, peut-être à Ulm ou à Einsingen (de), et mort en 1463 dans la même ville. Fils d’Ulrich d’Ensingen, il participe avec son père puis prend la suite de celui-ci sur les grands chantiers de la région du Rhin supérieur, notamment ceux de la collégiale Saint-Vincent de Berne et de l’église principale d’Ulm.

## Biographie
Mathhäus d’Ensingen est probablement né au début des années 1390 dans la région d’Ulm, soit dans la ville elle-même, soit à Einsingen (de), un village proche,. Il fait partie de la famille de tailleurs de pierre et maîtres d’œuvre des Ensinger, son père étant Ulrich d’Ensingen, concepteur des tours de l’église principale d’Ulm et de la cathédrale de Strasbourg. C’est sur ce chantier qu’il apprend le métier de tailleur de pierre auprès de son père et aux côtés de ses frères Caspar et Matthias, issus comme lui d’un second mariage de son père avec la bernoise Dorothea Trogen,. Il obtient la maîtrise vers 1410 et continue de travailler sur le chantier strasbourgeois jusqu’à la mort de son père en 1419.
À l’automne 1420, Matthäus Ensinger quitte Strasbourg pour Berne où il a été nommé maître d’œuvre du chantier de la nouvelle collégiale, dont la première pierre est posée en 1421 après qu’il en ait dessiné les plans,. Il dirige en parallèle la construction de l’église Notre-Dame de Ripaille en 1435 et participe à celle de la Frauenkirche d’Esslingen vers 1440 ; il inspecte également un chantier en cours à Fribourg en août 1445 et a travaillé sur un édifice indéterminé vers Oberhofen 1425. Outre les travaux d’architecture, Matthäus Ensinger exerce également en tant que sculpteur et réalise notamment des statues pour le Retable du Miroir du Salut de l’église Saint-Léonard de Bâle en 1433-1434 et le cénotaphe de Manfred de Saluces en 1436,. Il occupe enfin des fonctions politiques, étant élu au grand conseil de Berne en 1435.
Son changement d’activité principale s’effectue lorsqu’il est appelé à occuper la maîtrise d’œuvre de l’église principale d’Ulm et déménage dans cette ville en août 1446. Il dirige toutefois pendant un temps encore le chantier de Berne et postule même pour le poste de maître d’œuvre de la cathédrale de Strasbourg après la mort de Jean Hültz en 1449 ; cette demande est toutefois refusée par le conseil de la Ville, qui craint que cette profusion d’activités l’amène à ne pas être suffisamment présent à Strasbourg. Dans le même temps, son contrat à Berne prend fin vers 1451 ou au plus tard en février 1453, lui permettant de se concentrer sur le chantier d’Ulm jusqu’à sa mort en 1463,.